# アンダーソン日本庭園

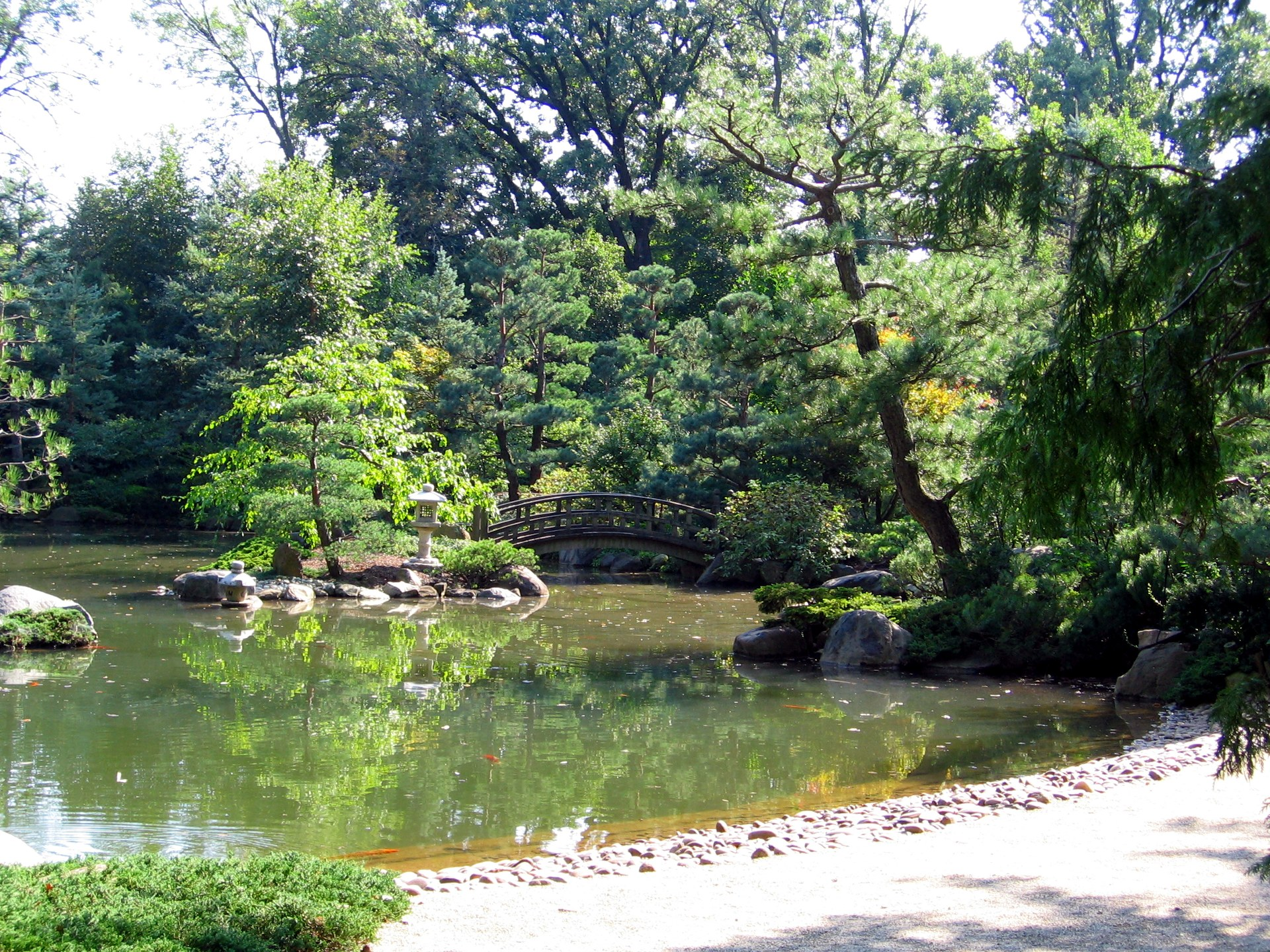
庭園の光景

アンダーソン日本庭園（英: Anderson Japanese Gardens）は、アメリカ合衆国イリノイ州ロックフォードにある日本庭園である。面積は 57,000 m2（14エーカー）。

## 歴史
庭園は1978年に実業家ジョン・R・アンダーソン（John R. Anderson）の家につくられたもので、アンダーソンと庭園設計家栗栖宝一によって設計された。ポートランド（オレゴン州）の日本庭園を訪ねたアンダーソンはその風景に打たれ、ポートランド日本庭園の造営に関わった栗栖と連絡をとり、ロックフォードの家の5エーカーほどの森を同じような庭園にするよう依頼したのがきっかけである。
アンダーソン日本庭園では、日本の言語・芸術・文化に関する講座が行われている。1992年にアンダーソンは、国際親善と日米の相互理解のための活動により、日本政府から銀杯を授与されている。1995年からは、茶会・生花・書道のデモンストレーションや盆栽の展示などを行うロックフォード日本芸術祭（Rockford's Annual Festive Celebration of Japanese Arts）を主催している。1998年、アンダーソン夫妻は庭園を非営利団体に寄付した。この庭園には、年間2万～2万5000人の訪問客がある。

## 造園
庭園は池泉回遊式で造営され、いくつかの池や泉水、岩、小径などから構成される。また、数寄屋造りの茶室（マサヒロ・ハマダ設計）がしつらえられている。また現代の日本庭園に触発された「リフレクションの庭」があり、カール・ミレスによるブロンズの天使像が配されている。植栽はイロハモミジやマツ、アザレア、コブシやシャクナゲなどである。また、色鮮やかな魚やカモなど、多様な生き物が息づいている。
2004年、アメリカの日本庭園専門雑誌『ジャーナル・オブ・ジャパニーズ・ガーデニング』は北米にある日本庭園のランキングを行い、本庭園を最も優れたものとして評価している。

## 註
1. 1 2  Anderson's Japanese Gardens - The American Folklife Center
2. ↑  North America's Top 25 Japanese Gardens - Journal of Japanese Gardening